# Slib odškodnění
Slib odškodnění vyjadřuje závazek slibujícího nahradit vzniklou škodu příjemci slibu. Tato škoda může vzniknout příjemci slibu z určitého jednání, o které ho slibující žádá. Zároveň příjemce slibu není k tomuto jednání zásadně povinen. Vzniklá škoda je závazkem slibujícího.

## Obecně
Slibu odškodnění se věnuje zákon č. 89/2012 Sb., občanský zákoník, jehož platnost je datována k 22. 3. 2012 s účinností od 1. 1. 2014. Konkrétní znění se nachází v části 4. – Relativní majetková práva, hlavě II. – Závazky z právních jednání, dílu 16 – Závazky z právního jednání jedné osoby, oddíle 2 – Slib odškodnění (§ 2890–2893). Slib odškodnění (indemnizační prohlášení) byl převzat bez větších změn ze zákona č. 513/1991 Sb., obchodní zákoník (hlava II., díl XXVI., § 725–728), z 5. 11. 1991, který byl k 1. 1. 2014 právě novým občanským zákoníkem zrušen.

## Vznik závazku

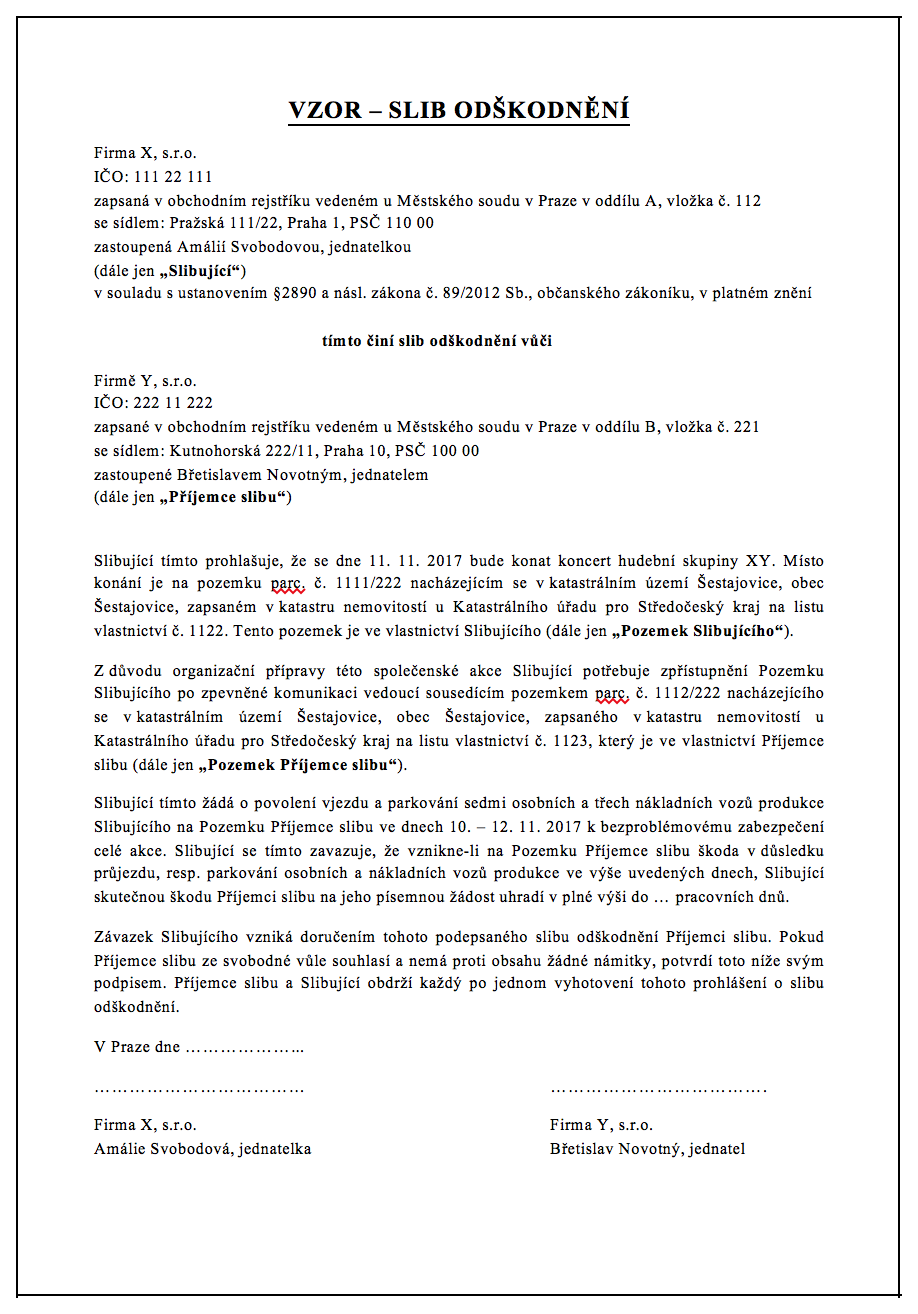

Podle § 2891 občanského zákoníku Závazek slibujícího vzniká doručením prohlášení slibujícího příjemci slibu. Vznik závazku je důsledkem jednostranného právního jednání slibujícího. Je důležité, aby toto právní jednání vyjadřovalo explicitně, za jakou činnost bude poskytnuto odškodnění a co konkrétně bude pokrývat. Na rozdíl od obchodního zákoníku není požadována písemná forma. Projev vůle je tedy možné učinit zcela neformálně. Přesto se písemná forma doporučuje, aby měl příjemce slibu dostatečné důkazy pro argumentaci v rámci případného sporu. Toto jednostranné právní jednání vyvolá právní následky až v okamžiku doručení do sféry vlivu adresáta, resp. příjemce slibu (srov. § 1724 odst. 2, § 1731 a násl. občanského zákoníku).
V obecné rovině platí, že příjemci slibu na základě vlastního přijetí slibu nevzniká povinnost uskutečnit slibujícím požadovanou činnost. Je tudíž výhradně na rozhodnutí příjemce slibu, zda požadovanou činnost zrealizuje, či nikoli. Povinnost realizace požadovaného jednání by mohla plynout z jiného právního jednání. Takové jednání by muselo předcházet slibu odškodnění (např. zavázal-li by se příjemce slibu smlouvou nebo by právní jednání bylo navázáno na odkládací či rozvazovací podmínku). Proto lze slib odškodnění považovat za samostatný institut, čemuž odpovídá i systematické členění dílu 16 – Závazky z právního jednání jedné osoby do dvou oddílů – oddíl 1 – Veřejný příslib a oddíl 2 – Slib odškodnění.

## Náhrada škody
Podle § 2892 občanského zákoníku Slibující nahradí náklady a veškerou škodu, které příjemci slibu vzniknou v souvislosti s jednáním, o něž jej slibující požádal.“ V případě, že příjemce slibu uskuteční slibujícím požadované jednání, plyne mu nárok na náhradu nákladů a škody dle slibu odškodnění.
Ideální případ vzniká, je-li uzavřena smlouva vymezující rozsah náhrady škody a nákladů. Příjemce slibu se tak může domáhat náhrady podle podmínek sjednaných ve smlouvě (například, že odškodnění bude přislíbeno pouze za škodu skutečnou, ale ušlý zisk zahrnovat již nebude). Neobsahuje-li projev vůle žádná omezení, musí se odškodnění vztahovat na skutečnou škodu i na ušlý zisk. Zvláštní případ ale nastává, pokud by příjemci slibu svědčilo právo na náhradu škody z titulu deliktu. Náhradou majetkové a nemajetkové újmy se zabývá v novém občanském zákoníku hned navazující Hlava III – Závazky z deliktů, Díl 1. Je nutné zdůraznit, že samotný slib odškodnění není možné klasifikovat jako deliktní závazek (důsledek porušení povinnosti). Právo na odškodnění v tomto případě vzniklo z titulu jednostranného právního jednání v rámci slibu odškodnění, nikoli z titulu porušení povinností. Nejde tedy o závazek z odpovědnosti, nýbrž o závazek založený právním jednáním. V judikatuře Nejvyššího soudu (sp. zn. 32 Odo 805/2002) je proto slib odškodnění označován jako zvláštní případ tzv. mimoodpovědnostní náhrady škody, u něhož se v žádném případě nezkoumá protiprávnost, zavinění nebo existence jakýchkoli liberačních důvodů.

## Povinnost předcházet škodám
§ 2893 občanského zákoníku stanoví: Příjemce slibu učiní včas na účet slibujícího taková opatření, aby rozsah škody byl co nejmenší. Z tohoto ustanovení vyplývá pro příjemce slibu povinnost předejít, resp. na minimum omezit rozsah škody, na jejíž náhradu má právo z titulu slibu odškodnění. Vztahuje se tedy na něj obecná prevenční povinnost (srov. § 2900 občanského zákoníku – Prevence). V případě porušení prevenční povinnosti by příjemce slibu za vzniklou škodu odpovídal výhradně sám, a to dle obecných ustanovení o náhradě majetkové a nemajetkové újmy ošetřených v § 2894 a následujících.

## Související ustanovení
Zákon č. 89/2012 Sb., občanský zákoník, § 2894 a násl., § 1724 odst. 2, § 1731 a násl., § 2900.